# أغوينيت
أغوينيت هي قرية وجماعة قروية تقع في إقليم أوسرد بجهة الداخلة وادي الذهب، المغرب، وهي منطقة ليس فيها ساكنة.